# The Christmas EP
The Christmas EP es el tercer álbum tipo Extended Play de la cantante, compositora e intérprete irlandesa Enya publicado el 4 de noviembre de 1994 por Warner Music con licencia para WEA Records. El álbum en general es una mini-recopilación de algunos temas de Enya a lo largo de su corta carrera de aquel entonces. Básicamente recopila temas de acompañamiento incluidos en algunos de sus singles, como  'S Fagaim Mo Bhaile encontrado en su sencillo Oíche Chiún (Silent Night). Es considerado como el EP más destacado de su discografía junto con el miniálbum 6 Tracks.

## Lista de temas
| Nº | Tema                         | Duración |
| -- | ---------------------------- | -------- |
| 1. | "Oíche Chiún (Silent Night)" | 3:46     |
| 2. | "As Baile"                   | 4:04     |
| 3. | "'S Fagaim Mo Bhaile"        | 3:57     |
| 4. | "Ebudæ"                      | 1:55     |
| 5. | "The Celts"                  | 2:58     |